# Корона (Каліфорнія)
Корона (англ. Corona) — місто (англ. city) в США, в окрузі Ріверсайд штату Каліфорнія. Населення — 157 136 осіб (2020).

## Етимологія
Спочатку, місто називалося «Південний Ріверсайд» поки не було перейменоване 1896 року. Свою нинішню назву місто отримало через специфічну форму своїх центральних вулиць — Гранд-бульвар в центрі міста має форму кільця діаметром в одну милю і довжиною в три милі. За цю особливість місто отримало прізвисько «Місто-кільце». Також Корона відоме і як «Лимонна столиця світу» за свою роль в цитрусовому бумі наприкінці XIX сторіччя.

## Історія
Місто було засноване на піку цитрусового буму в Південній Каліфорнії «Компанією землі і води Південного Ріверсайда», яка якраз займалася вирощуванням цитрусових. Це сталося 1886 року. У такі роки Корона стало воротами у Внутрішню Імперію, а потім і одним з головних передмість Лос-Анджелеса.

## Географія
Корона розташована за координатами 33°51′44″ пн. ш. 117°33′50″ зх. д. / 33.86222° пн. ш. 117.56389° зх. д. (33.862352, -117.563857).  За даними Бюро перепису населення США в 2010 році місто мало площу 100,83 км², з яких 100,56 км² — суходіл та 0,27 км² — водойми.

### Клімат
| Клімат : Корона                            | Клімат : Корона | Клімат : Корона | Клімат : Корона | Клімат : Корона | Клімат : Корона | Клімат : Корона | Клімат : Корона | Клімат : Корона | Клімат : Корона | Клімат : Корона | Клімат : Корона | Клімат : Корона | Клімат : Корона |
| Показник                                   | Січ.            | Лют.            | Бер.            | Квіт.           | Трав.           | Черв.           | Лип.            | Серп.           | Вер.            | Жовт.           | Лист.           | Груд.           | Рік             |
| Абсолютний максимум, °C                    | 33,9            | 32,8            | 37,8            | 37,8            | 41,7            | 43,3            | 47,8            | 43,3            | 45,6            | 42,2            | 37,2            | 34,4            | 47,8            |
| Середній максимум, °C                      | 18,9            | 20,6            | 21,7            | 25,0            | 26,7            | 30,6            | 33,3            | 33,9            | 32,2            | 28,3            | 23,3            | 20,0            | 26,2            |
| Середній мінімум, °C                       | 4,4             | 6,1             | 7,2             | 8,9             | 11,1            | 13,9            | 16,7            | 17,8            | 15,6            | 11,1            | 7,2             | 5,6             | 10,5            |
| Абсолютний мінімум, °C                     | −5              | −3,3            | −2,2            | −1,1            | 0,0             | 6,7             | 8,3             | 7,8             | 5,0             | −1,7            | −3,3            | −5,6            | −5,6            |
| Середня кількість сонячних годин на місяць | 195             | 215             | 260             | 310             | 305             | 300             | 380             | 365             | 290             | 250             | 210             | 205             | 3285            |
| Норма опадів, мм                           | 76              | 78              | 59              | 20              | 7               | 1               | 1               | 3               | 6               | 11              | 27              | 53              | 342             |
| Днів з опадами                             | 6,9             | 7,0             | 5,5             | 3,7             | 1,2             | 0,3             | 0,7             | 1,0             | 1,2             | 2,2             | 4,1             | 6,2             | 40,1            |
| ------------------------------------------ | --------------- | --------------- | --------------- | --------------- | --------------- | --------------- | --------------- | --------------- | --------------- | --------------- | --------------- | --------------- | --------------- |
| Джерело:                                   |                 |                 |                 |                 |                 |                 |                 |                 |                 |                 |                 |                 |                 |

## Населення
Згідно з переписом 2010 року, у місті мешкали 152 374 особи в 44 950 домогосподарствах у складі 36 332 родин. Густота населення становила 1511 особа/км².  Було 47174 помешкання (468/км²).
Расовий склад населення:
| - 59,7 % — білих - 9,9 % — азіатів - 5,9 % — чорних або афроамериканців - 0,8 % — корінних американців - 0,4 % — вихідців з тихоокеанських островів - 18,4 % — осіб інших рас |

До двох чи більше рас належало 5,1 %. Частка іспаномовних становила 43,6 % від усіх жителів.
За віковим діапазоном населення розподілялося таким чином: 30,0 % — особи молодші 18 років, 62,7 % — особи у віці 18—64 років, 7,3 % — особи у віці 65 років та старші. Медіана віку мешканця становила 32,5 року. На 100 осіб жіночої статі у місті припадало 97,0 чоловіків;  на 100 жінок у віці від 18 років та старших — 94,5 чоловіків також старших 18 років.
Середній дохід на одне домашнє господарство  становив 87 880 доларів США (медіана — 74 149), а середній дохід на одну сім'ю — 95 499 доларів (медіана — 82 384). Медіана доходів становила 53 792 долари для чоловіків та 42 427 доларів для жінок. За межею бідності перебувало 11,7 % осіб, у тому числі 15,2 % дітей у віці до 18 років та 9,9 % осіб у віці 65 років та старших.
Цивільне працевлаштоване населення становило 73 695 осіб. Основні галузі зайнятості: освіта, охорона здоров'я та соціальна допомога — 18,3 %, виробництво — 14,6 %, роздрібна торгівля — 11,7 %, науковці, спеціалісти, менеджери — 10,1 %.

## Відомі особистості
Уродженці
- Кен Калверт (* 1953) — американський політик.